# Daniel García
Pour les articles homonymes, voir Garcia.
Pour le catcheur du même nom, voir Daniel Garcia (catch)
Daniel Garcia (né le 28 octobre 1971 à Mexico) est un athlète mexicain, spécialiste du 20 km marche et du 50 km marche.

## Biographie
Le principal titre de gloire de Daniel Garcia est le titre de champion du monde du 20 km marche aux championnats du monde à Athènes en 1997. La même année, le 19 avril 1997, il avait déjà terminé à la seconde place de la coupe du monde de marche sur sa distance fétiche : le 20 km marche. 
Il fut disqualifié alors qu'il était en position de médaillé aux championnats du monde de 1993 et 1995. Il remporte la Coupe panaméricaine de marche en 1996.
Son record personnel sur 20 km marche s'établit à 1 h 18 min 27 s et sur 50 km marche à 3 h 50 min 05 s.

## Palmarès
| Année | Compétition           | Lieu    | Résultat | Épreuve      | Temps           |
| ----- | --------------------- | ------- | -------- | ------------ | --------------- |
| 1996  | Jeux olympiques       | Atlanta | 9e       | 50 km marche | 3 h 50 min 05 s |
| 1997  | Championnats du monde | Athènes | 1e       | 20 km marche | 1 h 21 min 43 s |
| 1999  | Championnats du monde | Séville | 3e       | 20 km marche | 1 h 24 min 31 s |
| 2000  | Jeux olympiques       | Sydney  | 12e      | 20 km marche | 1 h 22 min 05 s |